# Guillermo III de Henneberg-Schleusingen
Guillermo III de Henneberg-Schleusingen (12 de marzo de 1434 – 25 de mayo de 1480) fue un miembro de la Casa de Henneberg. Fue hijo de Guillermo II de Henneberg-Schleusingen y Catalina de Hanau. Guillermo III heredó el Principado de Henneberg en 1440, cuando su padre murió en un accidente de caza. En 1469, se casó con Margaret (1451 – 13 de febrero de 1509), hija del Enrique el Pacífico de Brunswick-Lüneburgo.
En 1463 o 1464, la ciudad imperial de Schweinfurt transfirió el mandato de la ciudad de Vogt a Guillermo y la hizo patrón su patrón. Esta combinación de competencias ofreció a Schweinfurt cierto grado de protección en contra del Obispado de Wurzburgo. Aparentemente como parte de su propia fe, Guillermo promovió el peregrinaje y fundó iglesias y monasterios.
Guillermo murió en 1480 en Salorno, cuando volvía de Roma. Su epitafio puede verse en la iglesia de Asunción de María en Bolzano, cerca del altar. En 1482, su cuerpo fue transferido a cripta de la familia Henneberg en la iglesia del monasterio de Kloster Veßra. El epitafio en Bolzano fue esculpido por Erasmus Forster en Gardolo, cerca de Trento, y puesto en la iglesia en 1495 o 1496. Como su padre tras su muerte, dejó tan solo hijos menores de edad, incluyendo a su heredero, Guillermo IV. Su viuda, sin embargo, fue exitosa asegurando la herencia de sus hijos.